# Polypodium hydriforme
Polypodium hydriforme är en nässeldjursart som beskrevs av Michail Michajlovitj Ussov 1885. Polypodium hydriforme ingår i släktet Polypodium och familjen Polypodiidae. Inga underarter finns listade i Catalogue of Life.